# 度会町立中川中学校
度会町立中川中学校（わたらいちょうりつなかがわちゅうがっこう）は、三重県度会郡度会町麻加江にあった公立中学校。

## 概要
- 1975年（昭和50年）5月1日当時
  - 校地面積：12,798m2
  - 校舎：面積 1,473m2
  - 運動場：面積 5,255m2

## 沿革
- 1947年（昭和22年）4月 - 中川村立中川中学校として創立する。中川村立中川小学校の校舎を使用する。
- 1949年（昭和24年）5月 - 新校舎が落成する。5月15日を創立記念日とする。
- 1955年（昭和30年）4月 - 町村合併により、度会村が発足するのに伴い、度会村立中川中学校と改称する。
- 1959年（昭和34年）9月 - 伊勢湾台風により、校舎に大きな被害を受ける。
- 1968年（昭和43年）1月 - 度会町の町制施行に伴い、度会町立中川中学校と改称する。
- 1972年（昭和47年）9月 - 台風20号により、校舎に大きな被害を受ける。
- 1976年（昭和51年）3月 - 度会町内中学校の統合に伴い、閉校する。（度会町立度会中学校へ統合）